# Азиатская кинопремия (2014)
8-я церемония награждения Азиатской кинопремии состоялась 27 марта 2014 года в Макао.

## Список победителей и номинантов
Победители в номинациях выделены шрифтом.
| Лучший фильм | Best Director |
| --- | --- |
| - Великий мастер / - Ничья земля - Свяжем лодку - Ланчбокс - Сквозь снег / - Бродячие псы / | - Вонг Карвай — Великий мастер / - Пон Чжун Хо — Сквозь снег / - Энтони Чен — Илоило - Хирокадзу Корээда — Каков отец, таков и сын - Цай Минлян — Бродячие псы /                                                 |
| Лучшая мужская роль | Лучшая женская роль |
| - Ирфан Хан — Ланчбокс - Масахару Фукуяма — Каков отец, таков и сын - Ли Кан Шен — Бродячие псы / - Тони Люн Чу Вай — Великий мастер / - Сон Кан Хо — Адвокат                                                                       | - Чжан Цзыи — Великий мастер / - Юджин Доминго — Рассказы парикмахера - Хан Хёджу — Слежка - Пав Хи Чин — Трупное окоченение - Ёко Маки — Долина прощаний                                                        |
| Лучший дебютант | Лучший актёр второго плана |
| - Цзян Шуин — Молодые - Чхве Хон Ик — Школа безумных танцев - Лим Сиван — Адвокат - Мисаки Киносита — Заводь - Кейта Ниномия — Каков отец, таков и сын                                                                              | - Хуан Бо — Ничья земля - Марк Чао — Молодые - Чон У Сон — Слежка - Дзё Одагири — Свяжем лодку - Сатоси Цумабуки — Токийская семья                                                                               |
| Лучшая актриса второго плана | Лучший сценарий |
| - Йео Ян Ян — Илоило - Ю Аой — Токийская семья - Мэйвис Фэнь — Будешь ли ты любить меня завтра? - Ким Ён Э — Адвокат - Фуми Никайдо — Почему ты не играешь в аду?                                                                   | - Ритеш Батра — Ланчбокс - Пон Чжун Хо и Келли Мастерсон — Сквозь снег / - Ли Цян — Молодые - Кэнсаку Ватанабэ — Свяжем лодку - Вонг Карвай, Цзоу Цзинчжи, Сюй Хаофэн — Великий мастер /                         |
| Лучшая операторская работа | Лучшая работа художника-постановщика |
| - Филипп Ле Сурд — Великий мастер / - Ким Бён Со, Ё Кён Бо — Слежка - Ляо Пэнь Цзюн, Шон Ун Чон, Лу Цин Синь — Бродячие псы / - Man-Ching Ng — Трупное окоченение - Азиз Жамбакиев — Уроки гармонии /                               | - Уильям Чан, Альфред Яу — Великий мастер / - Хао И — Ничья земля - Хиао Инагаки — Почему ты не играешь в аду? - Кен Мак — Молодой детектив Ди: Восстание морского дракона — / - Онджей Неквасил — Сквозь снег / |
| Лучший композитор | Лучший монтаж |
| - Сигэру Умэбаяси и Натаниэль Мекали — Великий мастер / - Юдхи Арфани, Зеке Хасели — Чего они не говорят, когда говорят о любви - Шанкар Махадеван, Лой Мендонса, Эхсан Нурани — Беги, Милка, беги!                                 | - Син Мин Кён — Слежка - Уильям Чан, Бенджамин Куртинес, Хун Пун — Великий мастер / - Ду Юань — Ничья земля - Дзюнити Ито — Почему ты не играешь в аду? - Дэвид М. Ричардсон — Трупное окоченение                |
| Лучшие спецэффекты | Лучшие костюмы |
| - Чон Сонджин — Мистер Гоу / - Сюдзи Асано — Реальность: Идеальный день для плезиозавра - Пьер Баффин — Великий мастер / - Энох Чан — Трупное окоченение - Ким Ук и Пак Су Ён — Молодой детектив Ди: Восстание морского дракона — / | - Уильям Чан — Великий мастер / - Кэтрин Джордж — Сквозь снег / - Пик Кван Ли и Брюс Ю — Молодой детектив Ди: Восстание морского дракона — / - Сим Хёнсоп — Читающий лица                                        |